# Enter the Anime
Enter the Anime là một bộ phim tài liệu của Mỹ và Nhật năm 2019. Bộ phim có sự tham gia của Tania Nolan, người đang giải thích cho sự nổi tiếng của anime bằng việc phỏng vấn Shinji Aramaki, Kozo Morishita và Yoko Takahashi, những người thực hiện các tác phẩm nổi tiếng như Castlevania, Aggretsuko và Kengan Ashura. Phim tài liệu này được Netflix phát hành vào ngày 5 tháng 8 năm 2019.

## Nội dung
Bộ phim tái hiện việc Tania Nolan phỏng vấn những người sáng tạo nội dung anime, mặc dù ở đầu phim cô nói rằng mình không hề biết gì về anime. Mục tiêu của Nolan là tự tìm hiểu anime là gì, cũng như văn hóa Nhật Bản có thể ảnh hưởng và tạo ra những bộ phim hoạt hình này như thế nào. Bộ phim mô tả các cuộc phỏng vấn với những người đã làm việc trong các bộ anime được Netflix mua bản quyền. Nhân vật đầu tiên Nolan phỏng vấn là Adi Shankar, người từng là nhà sản xuất điều hành của loạt phim Castlevania lấy cảm hứng từ anime. Tất cả những người được phỏng vấn đều làm việc trên loạt phim được Netflix cấp phép, nhưng không có bộ anime nào Netflix cấp phép được đề cập tới. Một bài báo đầu tiên của Geek.com đã nói rằng bộ phim tài liệu này sẽ giúp những người mới làm quen với anime có thể tìm hiểu được về thể loại phim này, mặc dù các đánh giá được công bố sau khi bộ phim phát hành đều không đồng ý với ý kiến này.

## Phát hành
Enter the Anime được phát hành vào ngày 5 tháng 8 năm 2019 trên nền tảng Netflix.

## Tiếp nhận
Enter the Anime được các nhà phê bình phim đánh giá cao. Trên trang tổng hợp đánh giá Rotten Tomatoes, bộ phim có đánh giá phê duyệt là 0% dựa trên 6 bài đánh giá, với điểm trung bình là 2/10. Brian Costello của Common Sense Media đã viết, "Bất kỳ cuộc bàn luận tiềm năng thú vị nào về lịch sử anime, văn hóa Nhật Bản và quá trình sáng tạo của các nghệ sĩ vĩ đại nhất trong anime đều bị cắt ngắn mạch kể bởi cách trình bày đáng ghét và sự sản xuất phô trương quá mức". John Serba của tờ Decider tuyên bố, "Enter the Anime là một nội dung quảng cáo ngụy trang lộ liễu đến mức giống như ném một tấm khăn trải giường cỡ đôi lên một tên lửa hạt nhân và nhấn mạnh rằng đó chỉ là một quả pháo". Một bài đánh giá của John Maher trên Thrillist cho biết, "Bất cứ chủ đề gì sẽ đều có tiềm năng thu hút người hâm mộ mới qua việc sử dụng phương tiện, và đó là một sự tích cực, thậm chí là một nỗ lực đang bị đánh giá thấp. Nhưng Enter the Anime là một bộ phim tài liệu thất bại đối với mọi khán giả. Bộ phim này từ chối giải thích bất cứ điều gì mà người hâm mộ không biết và không cung cấp ngữ cảnh nào cho những người ngoài cuộc đang tò mò".